# Osserain-Rivareyte
Osserain-Rivareyte (baskisch Ozaraine-Erribareita) ist eine französische Gemeinde mit 228 Einwohnern (Stand 1. Januar 2022) im Département Pyrénées-Atlantiques in der Region Nouvelle-Aquitaine (vor 2016: Aquitanien). Die Gemeinde gehört zum Arrondissement Bayonne und zum Kanton Pays de Bidache, Amikuze et Ostibarre (bis 2015: Kanton Saint-Palais).
Die Bewohner werden Ozaraintar und Erribareitar genannt.

## Geographie
Osserain-Rivareyte liegt ca. 40 km südöstlich von Bayonne im historischen Landstrich Basse-Soule (baskisch Pettarra) der historischen Region Soule im französischen Teil des Baskenlands an der Grenze zu den historischen Provinzen Nieder-Navarra und Béarn.
Umgeben wird Osserain-Rivareyte von den Nachbargemeinden:
| Autevielle-Saint-Martin-Bideren | Guinarthe-Parenties                         |                            |
| Arbouet-Sussaute                | Kompassrose, die auf Nachbargemeinden zeigt | Saint-Gladie-Arrive-Munein |
|                                 | Domezain-Berraute                           |                            |

Osserain-Rivareyte liegt im Einzugsgebiet des Flusses Adour. Der Saison, ein Nebenfluss des Gave d’Oloron, durchquert das Gebiet der Gemeinde zusammen mit seinem Nebenfluss, dem Lauhirasse, und dessen Zuflüssen, dem Ruisseau de Lassombières und dem Ruisseau de Berd.

## Geschichte
Osserain-Rivareyte liegt zu beiden Seiten des Saisons, der die natürliche Grenze der Soule zum Béarn darstellt. Diese strategische Lage bestimmte auch die Geschichte der Doppelgemeinde. Die mautpflichtige Brücke über den Fluss in Osserain war die verkehrsreichste Verbindung zwischen den historischen Provinzen. Der französische König Ludwig XI. und der König von Aragón, Johann II., trafen sich hier am 12. April 1462. Fünfzig Jahre später zerstörte Johann III. von Navarra die Brücke, um einen Einfall spanischer Truppen zu verhindern. Die Geschichte der beiden ehemaligen Gemeinden in den folgenden Jahrhunderten bleibt unbekannt. Bei der Neuordnung der Territorien in der Französischen Revolution gehörten sie zunächst zum Kanton Domezain. Am 5. August 1842 haben sich die Gemeinden schließlich zur Gemeinde Osserain-Rivareyte zusammengeschlossen.
Toponyme und Erwähnungen von Osserain waren:
- Osfran und Ossran (1186),
- Castrum de Osaranho (1256, Urkunden aus Came),
- Lo Saranh (13. Jahrhundert, fors de Béarn, Manuskript aus dem 14. Jahrhundert),
- Lo Sarainh und Osran (13. Jahrhundert, Manuskriptsammlung von André Duchesne, Band 114, Blatt 34 und 48),
- Lo pont deu Ssaranh (1342, Urkunden des Domkapitels von Bayonne),
- Osserannum (1352, Gascognische Rollen, Archiv der englischen Verwaltung der Gascogne),
- Lo borc d’Ossaranh und la Magdalene d’Ossaranh (1400, Notare aus Navarrenx),
- Osaranh (1542, Manuskriptsammlung des 16. bis 18. Jahrhunderts),
- Ossarayn, Ossarainh und Ossaraing (1690),
- Osserin (1750, Karte von Cassini) und
- Osserain (1793 und 1801, Notice Communale bzw. Bulletin des Lois).[4][5][6][7]

Toponyme und Erwähnungen von Rivareyte waren:
- Arribarreyte (1385, Notare aus Navarrenx),
- Arribarreyte (1690),
- Arriverreite (1750, Karte von Cassini),
- Rivareyte (1793, Notice Communale),
- Riverreite (1801, Bulletin des Lois) und
- Rivareyte (1863, Dictionnaire topographique Béarn-Pays basque).[4][5][6][8]

### Einwohnerentwicklung
Nach einem Höchststand der Einwohnerzahl von rund 500 nach dem Zusammenschluss der beiden ehemaligen Gemeinden Osserain und Rivareyte im Jahre 1842 reduzierte sich die Zahl bei kurzen Erholungsphasen bis zur Jahrtausendwende auf ein Niveau von rund 220 Einwohnern.
| Jahr      | 1962 | 1968 | 1975 | 1982 | 1990 | 1999 | 2006 | 2009 | 2022 |
| --------- | ---- | ---- | ---- | ---- | ---- | ---- | ---- | ---- | ---- |
| Einwohner | 283  | 256  | 255  | 260  | 266  | 221  | 229  | 241  | 228  |

## Sehenswürdigkeiten
- Pfarrkirche von Osserain, gewidmet Maria Magdalena. Ein Hochwasser des Gave d’Oloron im Juni 1856 überschwemmte die frühere Pfarrkirche, genannt ‚Kapelle von Hôpital‘ nach dem gleichnamigen Ortsteil l’Hôpital direkt am Ufer des Saisons. Der Gemeinderat beschloss, eine neue Kirche im Zentrum der Gemeinde zu bauen, um besser vor Überschwemmungen gewappnet zu sein. Aufgrund der Instabilität des Untergrunds wurde der Neubau zwischen 1857 und 1859 auf einem Pfahlwerk errichtet, das von einer Betonschicht gehalten wird. Der französische Kaiser Napoleon III. wurde auf die Naturkatastrophe aufmerksam und schenkte der Pfarrgemeinde das Altarretabel, das heute noch die Pfarrkirche schmückt. Die Epoche erklärt den neugotischen Stil des Gebäudes mit dem spitzen Helm des Glockenturms über dem Eingangsvorbau und den Spitzbogenformen. Das einschiffige Langhaus wird von zwei Seitenkapellen flankiert.[11][12] Die Kirche besitzt ein Gemälde, das ein Marienbildnis mit Jesuskind darstellt. In der Szene präsentiert Maria ihren Sohn ihrer Verwandten Elisabet, die ihrerseits mit ihrem Sohn, Johannes dem Täufer, gezeigt wird. Dieser zeigt mit dem Finger auf Jesus als Zeichen, dass er in ihm den angekündigten Gottessohn erkennt. Die ikonografischen Elemente der Taube als Symbol des Heiligen Geistes und des Lamms Gottes werden ebenfalls im Bild illustriert.[13] Mit dem Neubau der Kirche wurde diese mit Glasfenster bestückt. Eines der Fenster stellt Eduard den Bekenner in einem neugotischen Dekor dar, zu erkennen an seiner Krone und am Zepter des Königreichs England. Seine große Verehrung gerade bei kleinen Leuten wegen seiner Großzügigkeit und Barmherzigkeit führte wohl zu der Entscheidung, die Kirche mit seinem Bild zu schmücken. Ein Motiv mit dem heiligen Eduard ist ansonsten selten in der Region anzutreffen.[14] Ein anderes Glasfenster zeigt ein Bild der heiligen Victoria von Rom mit einer Märtyrerpalme und einem Schwert, die Waffe, mit der sie enthauptet wurde. Im Zuge der Marienerscheinungen in Lourdes entwickelte sich im 19. Jahrhundert eine stärkere Besinnung auf weibliche Heilige. Dies mag ein Grund für die Wahl für ein Bildnis der heiligen Viktoria zu sein.[15]

- Abtei Saint-Elix. Sie wurde im Mittelalter gegründet als eine der ersten Zwischenstationen im Baskenland für Pilger auf dem Jakobsweg nach Santiago de Compostela. Die Abtei bestand außerdem aus einem Hospital und einem Priorat. Die Aufgaben bestanden darin, die Pilger zu empfangen, ihnen eine Unterkunft zu bieten und sie oft auch in ihren letzten Lebensstunden zu begleiten, da viele aufgrund der Mühen der Wallfahrt zu Tode kamen. Rund um die Abtei entwickelte sich das Viertel l’Hôpital aufgrund der schützenden Wirkung und des Wohlstands, der von dem Priorat ausging. Vermutlich handelt es sich bei dem heutigen Abteigebäude um einen Neubau aus dem Jahre 1835 als Folge einer Beschädigung des früheren Baus während der Französischen Revolution.[16][17]

- Schloss von Osserain. Es hat das charakteristische Aussehen eines Anwesens des 17. Jahrhunderts, obwohl es bereits seit dem 14. Jahrhundert erwähnt wurde. Dies lässt den Schluss zu, dass das Schloss während der Hugenottenkriege zerstört worden war und anschließend restauriert, wenn nicht neu gebaut wurde. Über die Grundherren von Osserain ist vor dem 17. Jahrhundert wenig bekannt. Das Schloss gehörte zumindest eine Zeit lang einem Zweig der angesehenen Familie Gassion. Es war zu keiner Zeit leerstehend und wurde im Laufe der Zeit mit Pferdeställen, Meiereien, Weinfeldern und Mühlen ausgestattet.[18]

## Wirtschaft und Infrastruktur

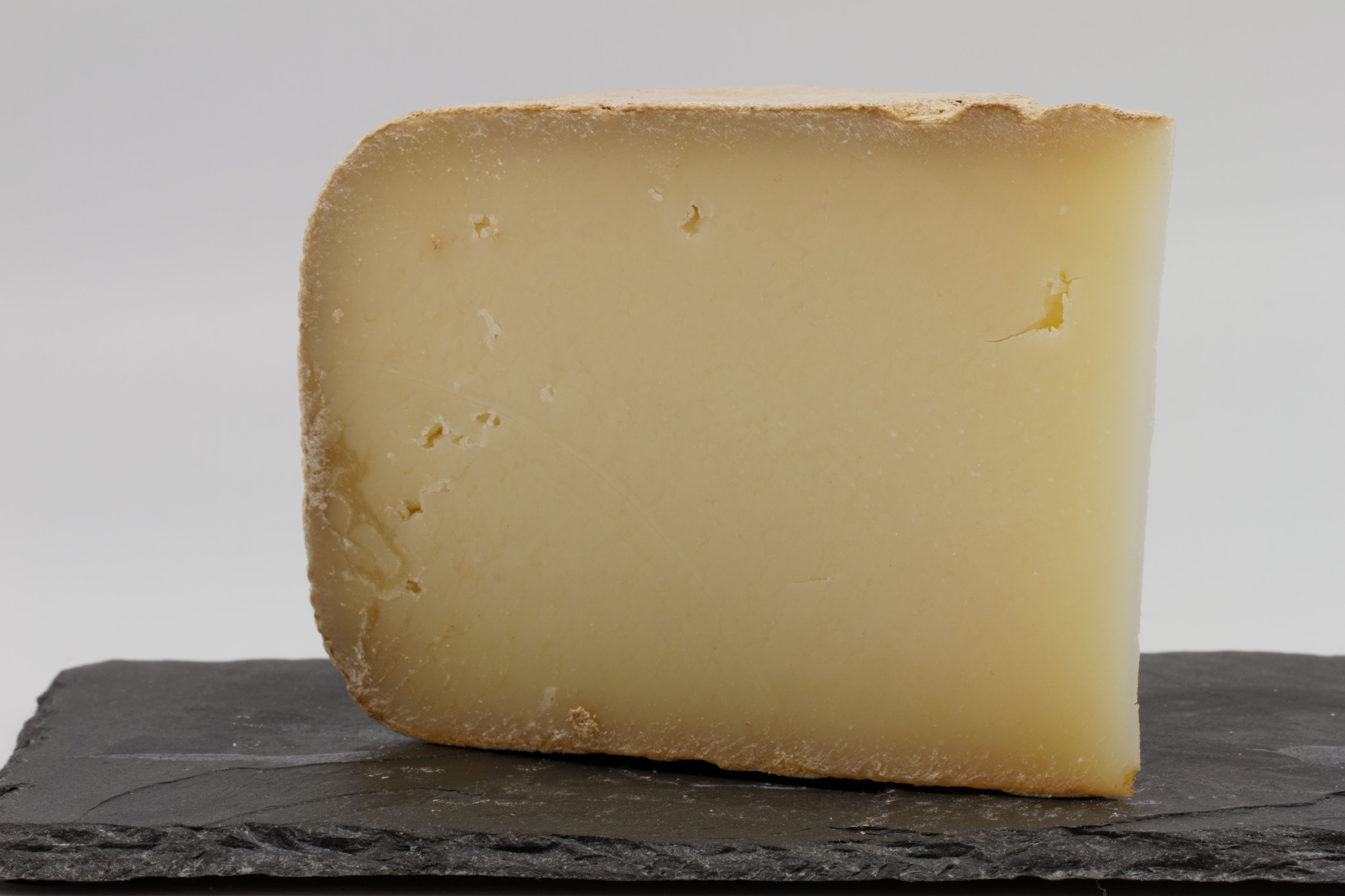
Ossau-Iraty

Die Landwirtschaft mit dem Schwerpunkt auf Ackerbau und Viehzucht ist traditionell einer der wichtigsten Wirtschaftsfaktoren der Gemeinde. Osserain-Rivareyte liegt in den Zonen AOC des Ossau-Iraty, eines traditionell hergestellten Osserain-Rivareyte Schnittkäses aus Schafmilch, sowie der Schweinerasse und des Schinkens „Kintoa“.

### Bildung
Osserain-Rivareyte verfügt über eine öffentliche Grundschule mit 38 Schülerinnen und Schülern im Schuljahr 2017/2018.

Logo des Jakobswegs

### Sport und Freizeit
Der Fernwanderweg GR 654 von Namur in Belgien über Vézelay nach Montréal-du-Gers im Département Gers führt durch die Gemeinde.

### Verkehr
Osserain-Rivareyte wird durchquert von den Routes départementales 23, 140, 723, 933 (ehemalige Route nationale 133) und 2933.

## Persönlichkeiten
Antoine Janin, geboren am 16. September 1775 in Chambéry (Département Savoie), gestorben am 15. Mai 1861 in Osserain-Rivareyte, war französischer Offizier. Er nahm u. a. an Napoleons Russlandfeldzug 1812 teil. In Moskau war er in diesem Zusammenhang Mitglied der Kommission zur Beurteilung der Brände in der Stadt. Nach seiner Rückkehr wurde er zum Baron des Kaiserreichs (Baron de l’Empire) ernannt. Er zog sich in Osserain-Rivareyte aus dem militärischen Dienst zurück und wurde Bürgermeister der Gemeinde.